# Нейтронно-активационный анализ
В химии, нейтронно-активационный анализ (НАА) — это ядерный процесс, используемый для определения концентраций элементов в образце. НАА позволяет дискретным образом определять элементы, так как не учитывает химическую форму образца, и сосредотачивается исключительно на ядрах элементов. Метод основан на нейтронной активации и, следовательно, требуется источник нейтронов. Образец подвергается бомбардировке нейтронами, в результате чего образуются элементы с радиоактивными изотопами, обладающими коротким периодом полураспада. Радиоактивное излучение и радиоактивный распад хорошо известны для каждого элемента. Используя эту информацию, можно изучать спектры излучения радиоактивного образца и определять в нём концентрации элементов. Особым преимуществом этого метода является то, что он не разрушает образец, а продолжительность наведенной радиации обычно составляет от нескольких наносекунд до часов. Метод используется для анализа произведений искусства и исторических артефактов. НАА также может быть использован для определения активности радиоактивных образцов и благородных металлов  в рудах.

## Обзор
Нейтронно-активационный анализ является чувствительным многоэлементным аналитическим методом для качественного и количественного анализа практически всех элементов. НАА был открыт в 1936 году Хевеши и Леви, которые обнаружили, что образцы, содержащие определенные редкоземельные элементы стали очень радиоактивны после контакта с источником нейтронов. Это наблюдение привело к использованию наведенной радиоактивности для идентификации элементов. НАА существенно отличается от других спектроскопических методов анализа в том, что он основан не на электронных переходах, а на ядерных переходах. Для проведения анализа НАА образец помещается в подходящий объект облучения и бомбардируется нейтронами. Это создает искусственные радиоизотопы элементов, присутствующих в объекте. После облучения, искусственные радиоактивные изотопы распадаются с испусканием частиц или, что ещё более важно, гамма-лучей.
Для успешного проведения процедуры НАА, образец должен быть тщательно отобран. Во многих случаях небольшие объекты могут быть облучены и проанализированы без необходимости отбора проб. Но чаще всего берётся небольшой образец, как правило, путём бурения в неприметном месте. Проба около 50 мг является достаточной, так как повреждения объекта сведены к минимуму. Очень часто для взятия двух проб используют два сверла, изготовленных из различных материалов. Это позволяет выявить любые загрязнения образца материалом сверла. Затем образец помещается во флакон, сделанный из линейного полиэтилена или кварца высокой чистоты. Флаконы бывают разных форм и размеров, что зависит от различных типов образцов. Потом образец и стандарт упаковываются и облучаются в подходящем реакторе постоянным потоком нейтронов. Типичный реактор, используемый для облучения использует реакцию деления ядра урана, обеспечивая высокий поток нейтронов, и самый высокий показатель чувствительности для большинства элементов. Нейтронный поток такого реактора составляет порядка 1012 см−2 с−1. Нейтроны имеют относительно низкую кинетическую энергию (KE), обычно менее 0,5 эВ. Эти нейтроны называются тепловыми нейтронами. При облучении тепловые нейтроны взаимодействует с ядром мишени с помощью неупругих столкновений, в результате чего происходит захват нейтронов. Это столкновение образует составное ядро, которое находится в возбужденном состоянии. Возбужденное состояние является нестабильным и составное ядро будет почти мгновенно переходить в более стабильную конфигурацию путём эмиссии частиц и одного или более быстрого гамма-фотона. В большинстве случаев более стабильная конфигурация даёт радиоактивное ядро. Вновь образованное радиоактивное ядро распадается на две частицы и один или более гамма-фотон. Этот процесс распада является гораздо более медленными, чем начальное де-возбуждение и зависит от индивидуального периода полураспада радиоактивного ядра. Период полураспада зависит от конкретных радиоактивных изотопов и может варьироваться от долей секунды до нескольких лет. Оставшийся после облучения образец помещается в детектор, который измеряет дальнейший распад в соответствии либо с испускаем частиц, либо, более широко испускаемых гамма-лучей.

## Вариации
НАА может варьироваться в зависимости от ряда параметров эксперимента. Кинетическая энергия нейтронов, используемых для облучения, будет одним из основным экспериментальных параметров. Приведенное выше описание является активацией медленными нейтронами, которые полностью модерируется внутри реактора, а KE <0,5 эВ. Нейтроны со средней KE также могут быть использованы для активации, причём эти нейтроны лишь частично модерируется, а их KE от 0,5 эВ до 0,5 МэВ. Эти нейтроны называются эпитепловыми. Активация с эпитепловыми нейтронами известна как Эпитермальный НАА (ЕННА). Нейтроны с высокими KE иногда используются для активации, эти нейтроны модерируется и состоят из первичных нейтронов деления. KE для быстрых нейтронов: KE > 0,5 МэВ. Активация с помощью быстрых нейтронов называется Быстрая НАА (БННА). Ещё одним важным параметром является следующий факт: изменяются ли в процессе облучения нейтронами продукты распада (быстрые гамма-лучи), или они изменяются через некоторое время после облучения (задержка гамма-лучей, ЗНАА). БНАА, как правило, выполняется с помощью нейтронного потока и снимается с ядерного реактора с помощью пучка порт. Нейтронные потоки от пучка порты порядка 106 раз слабее, чем внутри реактора. Это несколько компенсируется за счёт очень близкого размещения детектора к образцу. БНАА, как правило, применяются к элементам с чрезвычайно высоким сечением захвата нейтронов ; к элементам, которые распадаются слишком быстро, чтобы быть измеренными ЗНАА; к элементам, которые образуют только стабильные изотопы, или к элементам со слабой интенсивностью распада гамма-лучей. БНАА характеризуется коротким временем облучения и коротким временем распада (от нескольких секунд до минуты). ЗНАА применим для подавляющего большинства элементов, которые образуют искусственные радиоактивные изотопы. ЗНАА часто выполняются в течение нескольких дней, недель или даже месяцев. Это повышает чувствительность для долгоживущих радионуклидов и фактически устраняет помехи.
Если НАА проводится непосредственно на облучённых образцах, то называется Инструментальный нейтронно-активационный анализ (ИННА). В некоторых случаях облученные образцы подвергаются химическому разделению для удаления помех или сосредоточения радиоактивных изотопов, эта техника известна как Радиохимический нейтронно-активационный анализ (РНАА).

## Источник нейтронов
Для получения нейтронов могут быть использованы различные источники:

### Реакторы
Некоторые реакторы используются для нейтронного облучения образцов при производстве радиоизотопов для различных целей. Образец для облучения может быть помещён в контейнер, который затем помещают в реактор. Если нет эпитепловых нейтронов, необходимых для облучения, то кадмий может быть использован для фильтрации тепловых нейтронов.

### Фузор
Относительно простой фузор Фансуорта-Хирша может быть использован для создания нейтронов при экспериментах НАА. Преимуществом такого аппарата является то, что он компактен (настольный размер), и то, что его можно просто выключить и снова включить. Недостатком является то, что этот тип источника не будет производить поток нейтронов, которые могут быть получены с использованием реактора.

### Изотопный источник
Очень часто в области реактора используется дорогой элемент, и его заменяют сочетанием источников α-излучения и бериллия. Эти источники, как правило, гораздо слабее, чем реакторы.

### Газоразрядные трубки
Они могут быть использованы для создания импульсов нейтронов, и там, где распад целевого изотопа происходит очень быстро. Например, в нефтяных скважинах.

## Детекторы
Существует целый ряд детекторов, используемых в НАА. Большинство из них предназначены для обнаружения испускаемого гамма-излучения. Наиболее распространёнными типы детекторов: газ-ионизирующие, сцинтилляционные и полупроводниковые. Из них сцинтилляционные и полупроводниковые являются наиболее широко используемыми. Существует также два типа детекторов, с различной конфигурацией: плоские детекторы, используемые для БНАА, и детекторы для ЗНАА. Плоский детектор имеет большую площадь поверхности и может быть размещён близко к образцу.
Сцинтилляционный тип детекторов использует радиационно-чувствительные кристаллы, чаще всего, легированные йодидом натрия или таллия(NaI/TlI), который излучает свет при попадании на него гамма-фотонов. Такие детекторы имеют высокую чувствительность, стабильность, и разумное разрешение.
В полупроводниковых детекторах используется полупроводниковый элемент германий. Германий обрабатывается, для того чтобы сформировать контактный (положительно-отрицательный) диод, и при охлаждении до ~ 77 К с помощью жидкого азота для уменьшения темнового тока и шума детектора, вырабатывается сигнал, пропорциональный энергии фотонов падающего излучения. Существует два типа детекторов из германия - литий-плавающий Ge(Li), и из высокочистого германия HPGe (от англ. high purity - высокая чистота). В полупроводниковых детекторах может быть использован также кремний, но германий является предпочтительным, так как размер его атома больше размера атома кремния, что делает германий более эффективным при обнаружении гамма-лучей высокой энергии. Оба детектора - Ge(Li) и HPGe  имеют высокую чувствительность и разрешение, но Ge(Li) детектор нестабилен при комнатной температуре. Развитие производства германия высокой чистоты поможет преодолеть эту проблему.
Детекторы также могут быть использованы для обнаружения излучения альфа (α) и бета (β) частиц, которые часто сопровождают излучение гамма-фотонов. Детектирование (α) и (β) частиц менее благоприятно, так как эти частицы испускаются только от поверхности образца и часто поглощаются или ослабляются атмосферными газами, и требуют дорогостоящего вакуумного оборудования для эффективного обнаружения. Гамма-лучи, однако, не поглощаются и не ослабляются атмосферными газами, и также могут скрываться в глубине образца с минимальным поглощением.

## Аналитические возможности
НАА может обнаружить до 74 элементов в зависимости от экспериментальной процедуры. Минимальные пределы обнаружения от 0,1 до 1x106 нг г−1 в зависимости от элемента. Более тяжелые элементы имеют большее ядро, поэтому они имеют большую площадь сечения захвата нейтрона и, скорее всего, будут активированы. Некоторые ядра могут захватывать нейтроны и остается относительно стабильным, не подвергаясь трансмутации или распаду в течение многих месяцев или даже лет. Другие ядра мгновенно распадаются, и образуются только стабильные изотопы, которые и могут быть идентифицированы по БНАА.
| Чувствительность (пикограмм) | Элементы                                                                                |
| ---------------------------- | --------------------------------------------------------------------------------------- |
| 1                            | Dy, Eu                                                                                  |
| 1–10                         | In, Lu, Mn                                                                              |
| 10–100                       | Au, Ho, Ir, Re, Sm, W                                                                   |
| 100–1000                     | Ag, Ar, As, Br, Cl, Co, Cs, Cu, Er, Ga, Hf, I, La, Sb, Sc, Se, Ta, Tb, Th, Tm, U, V, Yb |
| 1000–104                     | Al, Ba, Cd, Ce, Cr, Hg, Kr, Gd, Ge, Mo, Na, Nd, Ni, Os, Pd, Rb, Rh, Ru, Sr, Te, Zn, Zr  |
| 104–105                      | Bi, Ca, K, Mg, P, Pt, Si, Sn, Ti, Tl, Xe, Y                                             |
| 105–106                      | F, Fe, Nb, Ne                                                                           |
| 107                          | Pb, S                                                                                   |

## Резюме
НАА может выполнять неразрушающий анализ твёрдых тел , жидкостей, суспензий, растворов и газов при отсутствии подготовки или минимальной подготовке. В связи с проникающим характером нейтронов и гамма-лучей, результирующая технология обеспечивает точный анализ объёма. Различные радиоизотопы имеют различные периоды полураспада, что может отложить подсчёт до устранения помех. До введения АЭСС и гамма-излучения, НАА был стандартным аналитическим методом для выполнения многоэлементного анализа с минимальными пределами обнаружения в суб-промилльном диапазоне. Точность НАА находится в районе 5%, а относительная точность часто лучше, чем 0,1%. Существует два недостатка использования НАА: техника остаётся радиоактивной в течение многих лет после первоначального анализа, это требует обработки и утилизации радиоактивного материала; сокращается ряд подходящих для активации ядерных реакторов, что связано с снижением популярности этого метода и с возрастающей ценой на реакторы.

## Внешние ссылки
- Neutron Activation Analysis - Analytical Chemistry Group
- NAA – University of Wisconsin Nuclear Reactor
- NAA – University of Missouri-Columbia, Research Reactor Center
- NAA – Department of Nuclear Engineering, North Carolina State University
- NAA – Del Mar Ventures
- NAA – The British Museum
- NAA – Worcester Polytechnic Institute
- Reed Research Reactor- Reed College, Portland, OR
- Washington State University Nuclear Radiation Center
- Activation Laboratories
- Becquerel Laboratories Inc., Canada
- Oak Ridge National Laboratory, High Flux Isotope Reactor